# مسجد الشعراوي
مسجد الشعراواي ينسب هذا المسجد إلى الإمام الصوفي عبد الوهاب بن أحمد بن علي بن أحمد بن محمد الشعراوي الشافعي، شيد هذا المسجد محل المدرسة القادرية التي أنشأها القاضي عبد القادر الأرزمكي.وقد تم تجديده في عام (1325هـ / 1907م).

## الموقع
يقبع المسجد في منطقة الجمالية بشارع الشعراني البراني وله واجه أخرى على شارع الخليج المصري

## التصميم
داخله مستطيل به ثمانية أعمدة تحمل عقوداً يتوسطها منور تعلوه قبة خشبية منقوشة.وقد نقش المحراب بنقوش بالبوية تقليداً للرخام كما زين المنبر بنقوش تقليداً لتطعيم السنُ